# Cleantioides planicauda
Cleantioides planicauda là một loài chân đều trong họ Holognathidae. Loài này được Benedict miêu tả khoa học năm 1899.